# Nerea Calvillo
Nerea Calvillo (Madrid, 7 de março de 1973) é uma arquiteta espanhola que pesquisa a interseção entre a arquitetura, a ciência e a tecnologia, além de estudos feministas, novos materiais e ecologia política urbana. Especializada na investigação da representação visual do ar na atmosfera, constrói diagramas gráficos para a visualização de agentes microscópicos invisíveis no ar e incidir na melhora da qualidade do ar. Este projeto é denominado In the Air.

## Formação e desenvolvimento profissional
Estudou arquitectura na Escola Técnica Superior de Arquitetura de Madrid da que se doutorou no ano 2014 com a tese "Sensing Aeropolis". Obteve a Poiesis Fellowship da Universidade de Nova Iorque. Com a bolsa Fulbright estudou em Nova Iorque graduando-se em MsArchAAD na Universidade Columbia de Nova Iorque.
Ampliou os seus estudos no Istituto Universitario di Architettura di Venezia. Estudou no Reino Unido na Universidade Goldsmiths de Londres, e na Universidade de Warwick.
Criou o estudo C+Arquitetos no ano 2004, após trabalhar em várias assinaturas de arquitetura internacionais como  NO.MAD Madrid, e F.O.A., Londres.
Fazendo um amplo uso das novas tecnologias como ferramentas habituais de trabalho, C+arquitetos se encarregou do desenho de numerosos espaços destinados à exposição de arte contemporânea entre eles o Trabalhista Centro de Arte em Gijón, o Museu de Arte Contemporânea de Santiago de Chile, a Sala Principal de Tabacalera do Ministério de Cultura em Madrid ou diversas sedes do Instituto Cervantes (Espanha, Sérvia, etc). Assim mesmo, os seus projetos de arquitetura valeram-lhe o reconhecimento de prêmios como o EUROPAN ou o de ter feito parte em 2007 da seleção de práticas emergentes de FreshMadrid.

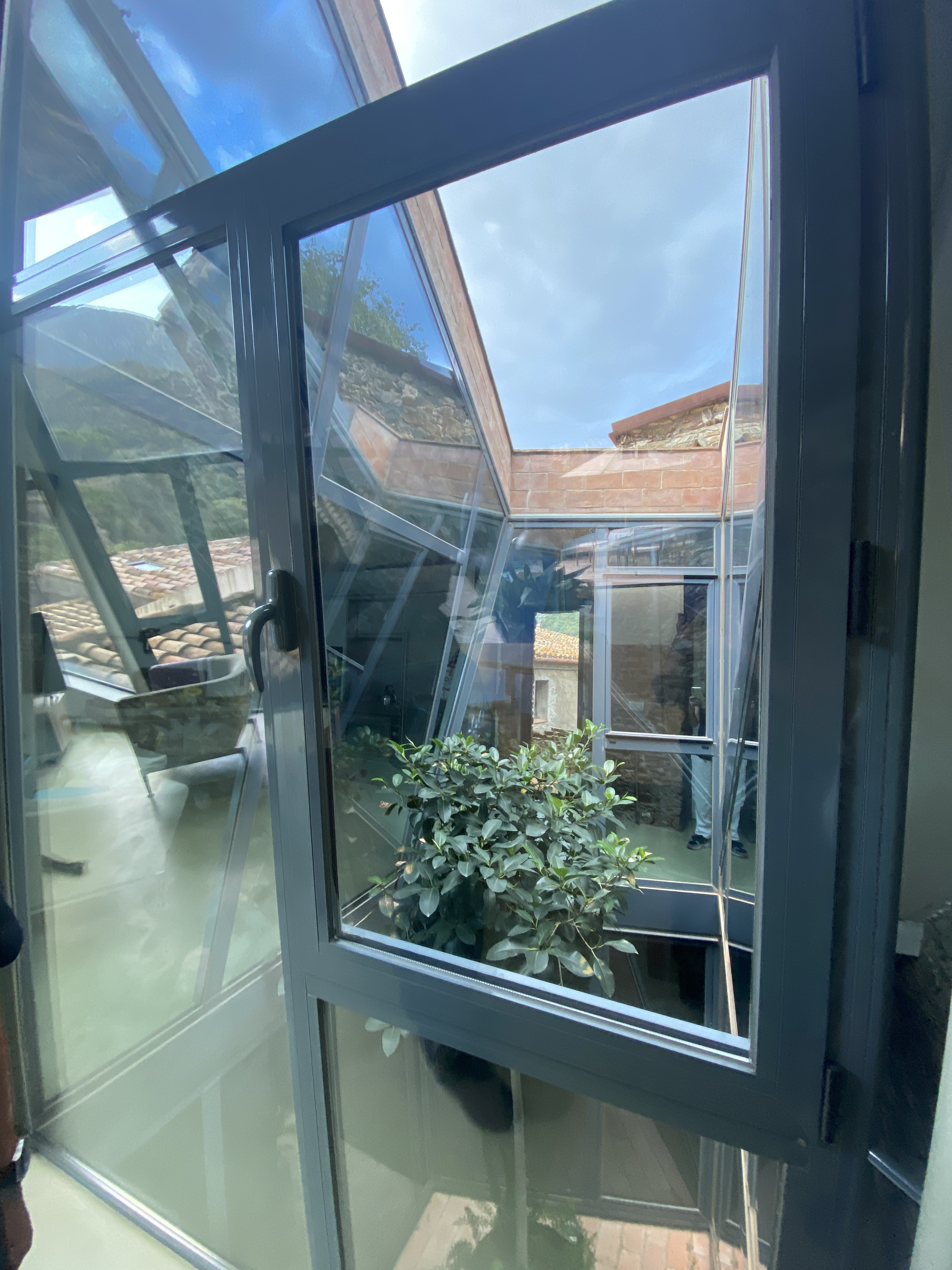
House periscope in Gerona, Spain

No ano 2012 apresenta o projeto académico internacional TEDxMadrid com a conferência  "O ar de Madrid". Em 2012 participou na mesa redonda Intra-City and Sustainability na Roca Gallery, em Londres, junto com as arquitetas Ariadna Cantís e Izaskun Chinchilla, organizada por SpainNow! e comissariada por Carmen Molina e Inés García Clariana. Em 2013 C+Arquitetos foi selecionada para FRESHLATINO 2, uma seleção de escritórios de arquitetura iberoamericanas comissariada pelos arquitetos Ariadna Cantís e Andrés Jaque, apresentando a exposição das obras no Instituto Cervantes de Madrid. Desde 2013 trabalha como investigadora no projeto de investigação financiado por ERC Citizen Sense no departamento de sociologia da Universidade Goldsmiths de Londres, cuja pesquisadora principal é Jennifer Gabrys, junto à artista Helen Pritchard e o médico-antropólogo Nick Shapiro.
Exerce a docência na Graduate School of Design da Universidade Harvard. Desde 2014 como professor assistente no Centre for Interdisciplinary Methodologies Social Sciences da Universidade de Warwick Reino Unido e na escola de arquitetura Architectural Association AA London.
Tem trabalhado em urbanNext: expanding architecture to rethink cities e praticado o ensino na Universidade de Alicante de 2010 a 2014 e na Universidade Europeia de Madrid.
Tem sido diretora da linha de trabalho dedicada a ecrâs urbanos Média(nera)Lab em Medialab-Prado em Madrid e comissaria do Media Facades Festival Europe em 2010, o projeto europeu Fachadas Connecting Cities é uma rede de instituições europeias que propõe o uso de fachadas digitais e grandes ecrâs para a circulação e intercâmbio de conteúdos culturais e artísticos.
No ano 2012 em Madrid, apresentou uma conferência na plataforma internacional de especialistas TED,  TEDxMadrid
Participou em VIII Bienal de Arquitetura Espanhola no projeto cartografias dissidentes no ano 2005. Co-curador da Connecting Cities Network pelo Culture Programme 2007-2013 da União Europeia.
Tem sido convidada a participar na I Bienal de Arquitetura e Urbanismo de Seoul Korea 2017 com o projeto "Yellow Dust" produzido com a ajuda de Ação Cultural Espanhola e uma bolsa ESRC IAA da Universidade de Warwick e o Economic and Social Research Council (Reino Unido).
No T Magazine Spain do New York Times, Nerea Calvillo é uma de os  "Influentes 17. Quem manda aqui. Os que têm marcado o desenho de interiores, a arquitetura e o estilo de vida de 2017. Junta-te com eles."